# Martine Robier
Martine Robier est une écrivaine française née à Cherbourg en 1949.
Elle est d'abord professeure de lettres au Lycée Polyvalent Gustave Monod.

## Publications
- Le Petit homme
- Ne pleure pas Jeannette
- Jacquou le croquant
- Les Bêtes à Bon Dieu
- 9, allée des Brouillards
- Les hasards de la mer
- Le souffleur de rêves
- Le vol du grisard
- Le veilleur du marais[2].